# Abadía de Quedlinburg
La abadía de Quedlinburg (en alemán: Stift Quedlinburg o Reichsstift Quedlinburg) fue una casa de canónigas seculares (Frauenstift) en Quedlinburg en lo que ahora es Sajonia-Anhalt, Alemania. Fue fundada en 936 por iniciativa de santa Matilde, la viuda del rey Enrique I el Pajarero, como su memorial. Durante muchos siglos, ella y sus abadesas gozaron de gran prestigio e influencia.
La abadía de Quedlinburg fue un Estado imperial y una de las aproximadamente cuarenta abadías imperiales autónomas del Sacro Imperio Romano Germánico. Fue disuelta en 1802/1803.
Hoy en día, los edificios en su mayoría románicos son Patrimonio de la Humanidad de la UNESCO. La iglesia, conocida como Stiftskirche St. Servatius, es utilizada por la Iglesia Evangélica Luterana en Alemania.

## Historia
La abadía de Quedlinburg fue fundada sobre la colina del castillo de Quedlinburg en el presente Sajonia-Anhalt en 936 por el rey Otón I, a petición de su madre la reina Matilde, más tarde canonizada como santa Matilde, en honor de su difunto esposo, el padre de Otón, el rey Enrique I el Pajarero, y como su monumento. Enrique fue enterrado aquí, al igual que la propia Matilde.
La «Abadía imperial secular libre de Quedlinburg» (Kaiserlich freie weltliche Reichsstift Quedlinburg), desde que estaba completa hasta su disolución en 1802, consistía en una iglesia propietaria de la familia imperial a la que se adjuntó un colegio de canónigas seculares (Stiftsdamen), una comunidad de hijas solteras de la gran nobleza y la realeza que llevaban una vida piadosa.
Las fundaciones más importantes y prominentes de este tipo fueron la abadía de Herford (832), la abadía de Essen (845), la abadía de Gandersheim (852), la abadía de Colonia (866) y la abadía de Gernrode (959); en Herford la joven reina Matilde había sido criada por su abuela, la abadesa. A través de los esfuerzos de la reina Matilde, la abadía de Quedlinburg se convirtió en uno de los centros escolásticos de Europa occidental.
Gracias a sus conexiones imperiales, la nueva fundación atrajo ricas dotaciones y pronto fue una comunidad adinerada y próspera. Eclesiásticamente, la abadesa estaba exenta de la jurisdicción de su diócesis, el obispo de Halberstadt, y no estaba sujeta a ningún superior, excepto al Papa. Los obispos de Halberstadt estaban constantemente en disputa con las abadesas, ya que afirmaban tener jurisdicción espiritual sobre la abadía en virtud del sometimiento de las mujeres a los hombres.
La abadesa, como cabeza de una abadía Imperial, tenía asiento y voz en la Dieta Imperial y se sentaba en el Banco de los Prelados de Renania del Banco Eclesiástico del Colegio de Príncipes Rectores.
Durante la Reforma protestante, la abadía se convirtió en protestante, bajo la abadesa Ana II.
En el curso de la Mediatización alemana de 1802 y 1803, la abadía Imperial fue secularizada y su territorio, propiedades y súbditos fueron absorbidos por el Reino de Prusia como el Principado de Quedlinburg. Entre 1807 y 1813 perteneció al efímero estado títere francés del Reino de Westfalia.

## Dotaciones

### Tierras

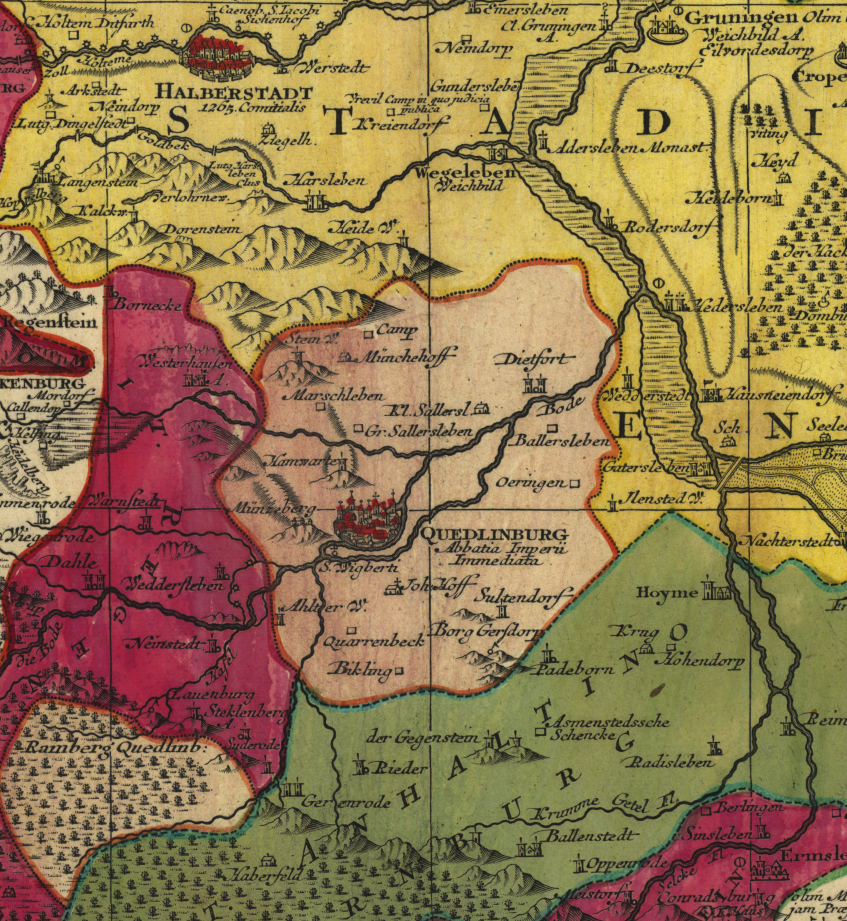
Territorio de la abadía de Quedlinburg, ca. 1750

En las primeras décadas después de la fundación, la comunidad se vio favorecida por numerosas donaciones de tierras, particularmente de la familia imperial. Todos los desbroces posteriores (es decir, de tierras anteriormente no cultivadas) en la inmediata vecindad también fueron suyas, pero además adquirieron posesiones mucho más distantes, como Soltau, a 170 kilómetros de distancia, donada por Otón I en 936.
Entre otras propiedades, la abadía también recibió lo siguiente:
- En 956, la iglesia de San Miguel junto a la cueva de Volkmarskeller (cerca de Blankenburg am Harz) les fue concedida por Otón I (más tarde refundada por la abadesa Beatriz II como abadía de Michaelstein).
- En 974, se adquirió la localidad de Duderstadt, en el sudeste de Baja Sajonia, que fue propiedad de la abadía durante 262 años. El pueblo de Breitenfeld bei Duderstadt perteneció a la abadía hasta su disolución.[12]
- El 3 de julio de 993 se ejecutó una escritura de donación por parte del emperador Otón III que le otorgó la propiedad de Potsdam, de la que esta donación es la primera prueba documental. La acción marca un punto de inflexión en la lucha por reconquistar territorio al este del río Elba, del que el señorío de los francos orientales había sido rechazado por el levantamiento eslavo de 983.
- En 999, la provincia de Gera llegó a manos de la abadía. En 1209, la abadesa designó a los Vögte de Weida como administradores del territorio.
- Las donaciones del emperador Otón I: 936, 25 fincas; 937, dos fincas; 944, un fincas; 946, dos fincas; 954, un fincas; 956, 11 fincas; 961, 7 fincas.
- Las donaciones del emperador Otto II: 974, estates lugares; 979, una finca; 985, cinco fincas.
- Las donaciones del emperador Otón III: 992, tres fincas; 993, dos fincas; 995, cuatro fincas; 999, una propiedad.
- Las adquisiciones posteriores totalizaron más de 150 propiedades.[13]

### Tesoro
La abadía también recibió numerosos obsequios de libros preciosos, manuscritos y artículos litúrgicos, que se almacenaron en el tesoro. La Deutsche UNESCO-Kommission describió el tesoro como «el tesoro de iglesia medieval más valioso» junto a Aachen y Halberstadt.
Al final de la Segunda Guerra Mundial, varios de los objetos más valiosos fueron robados por un soldado estadounidense, Joe Tom Meador, incluido el relicario de San Servacio, de la época de Carlos el Calvo; el Evangeliario Samuhel del siglo IX (Samuhel Evangeliar); el Evangeliario impreso de San Wipert (Evangelistar aus St Wiperti) de 1513; y un peine de marfil litúrgico. Los artículos robados reaparecieron en 1987 y después de muchos litigios fueron devueltos a la iglesia en 1993.

## Anales
La abadía también es conocida como el hogar de los Anales de Quedlinburg (en latín: Saxonicae Annales Quedlinburgenses; en alemán: Quedlinburger Annalen), comenzados en 1008 y terminados en 1030 en la abadía, muy posiblemente por una mujer escritora. Quedlinburg era muy adecuada para reunir información sobre asuntos políticos entonces actuales, dadas sus conexiones con la familia imperial y la proximidad de Magdeburgo, un centro imperial. Los Annales  se ocupan principalmente de la historia del Sacro Imperio Romano.

## Edificios eclesiales
La iglesia colegial o Stiftskirche St. Servatius, a veces coloquialmente conocida en alemán como Quedlinburger Dom ('catedral de Quedlinburg'), aunque nunca ha sido sede de un obispo. Está dedicada a san Servacio de Tongeren y san Dionisio y es un importante edificio románico.

### Historia del edificio

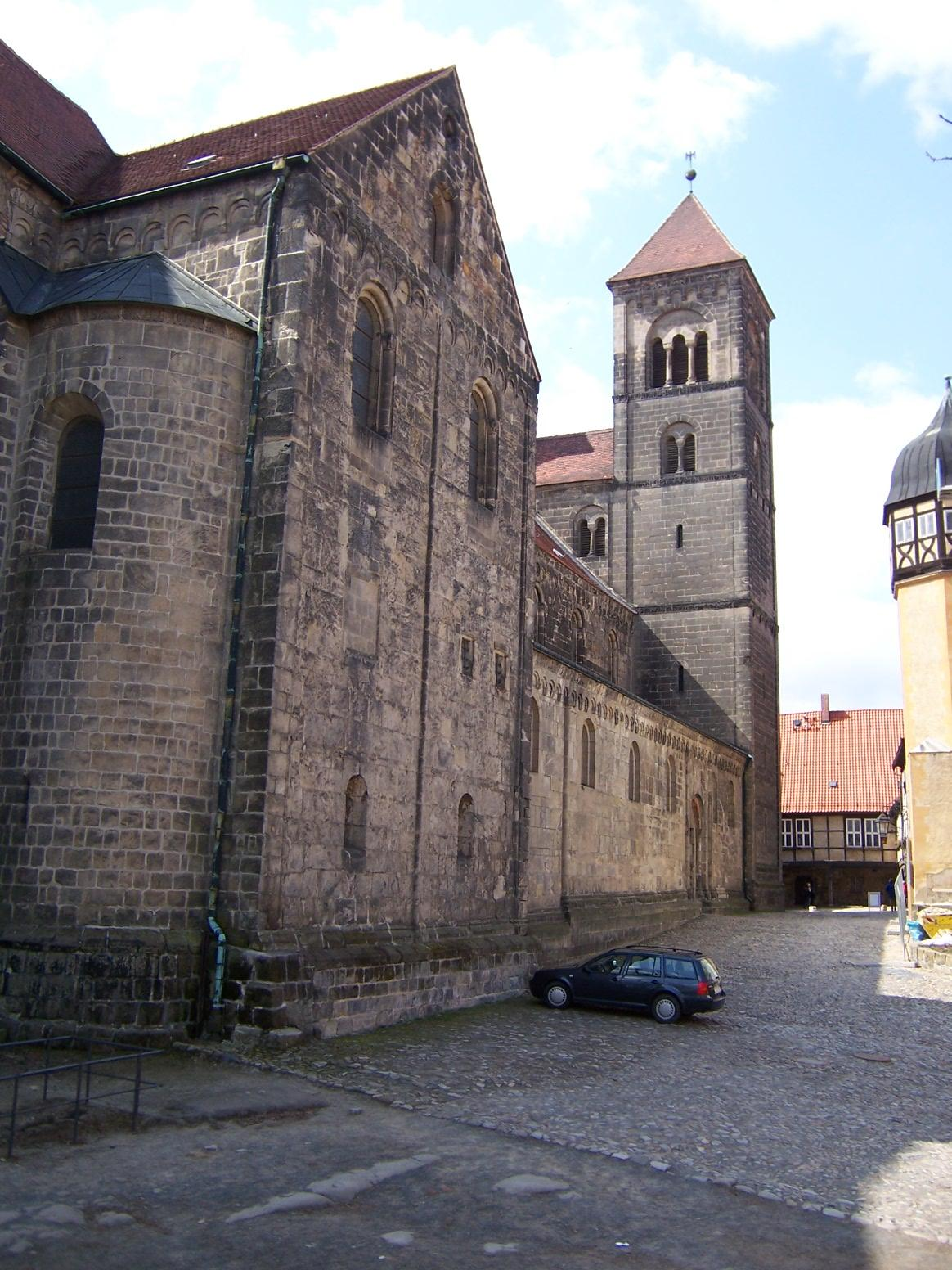
Antigua colegiata de San Servacio en Quedlinburg, ahora una iglesia luterana

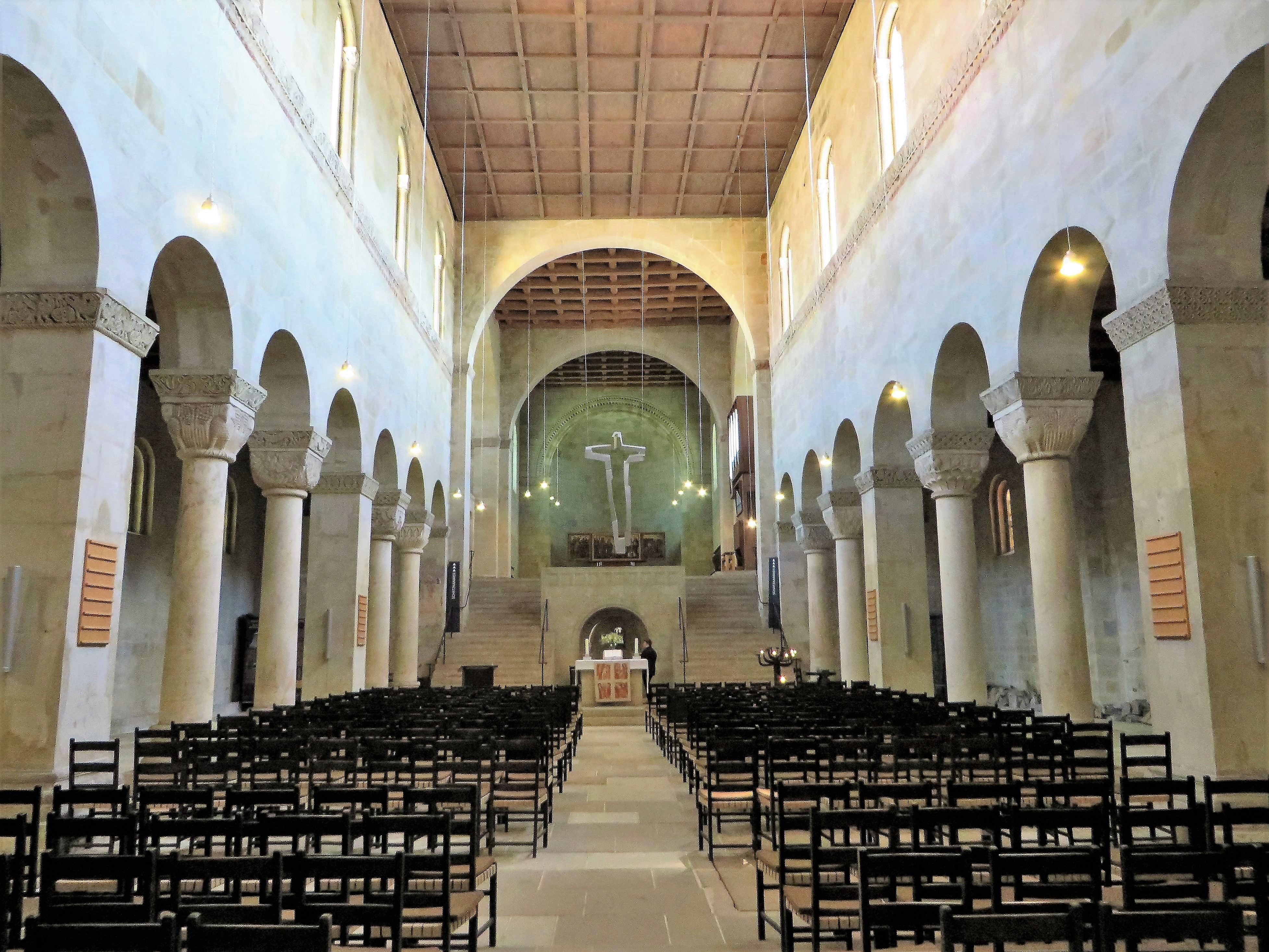
Interior de la iglesia abacial

La construcción de la basílica de tres naves sobre los restos de tres edificios predecesores comenzó en algún momento antes de 997 y terminó en 1021. El edificio predecesor inmediato donde fue enterrado inicialmente Enrique I en 936 frente al altar principal, fue una pequeña iglesia de tres naves con naves laterales estrechas. En 961 los restos de san Servacio fueron llevados desde Maastricht a Quedlinburg.: 86–90 
La basílica fue consagrada en 997. Un incendio en 1070 causó daños severos. El edificio fue reconstruido en su forma anterior, y fue rededicado en 1129 en presencia de Lotario III. La iglesia tiene la característica arquitectónica conocida como niedersächsischer Stützenwechsel.
Alteraciones posteriores incluyeron un nuevo coro (ca. 1320), el muro sur del transepto (1571) y el muro sur de la nave (1708).: 90 
Se realizaron importantes trabajos de renovación en 1863-1882. Las torres occidentales fueron reconstruidas. El púlpito también se agregó en ese momento y la cripta recibió un nuevo frente. En 1936-1939, se realizaron cambios en el coro para que se adaptara mejor como santuario nazi (véase también más adelante en enterramientos). La estructura gótica fue internamente "recuperada" al estilo románico. La iglesia fue rededicada en 1945 y el trabajo de restauración en una parte de la iglesia ha estado en curso hasta el día de hoy.: 90 

### Actualidad
Actualmente es utilizada por la Iglesia Evangélica Luterana en Alemania.
Desde 1994, la iglesia ha sido declarada Patrimonio de la Humanidad por la UNESCO. También es una etapa designada en la ruta turística carretera románica.

### Enterramientos

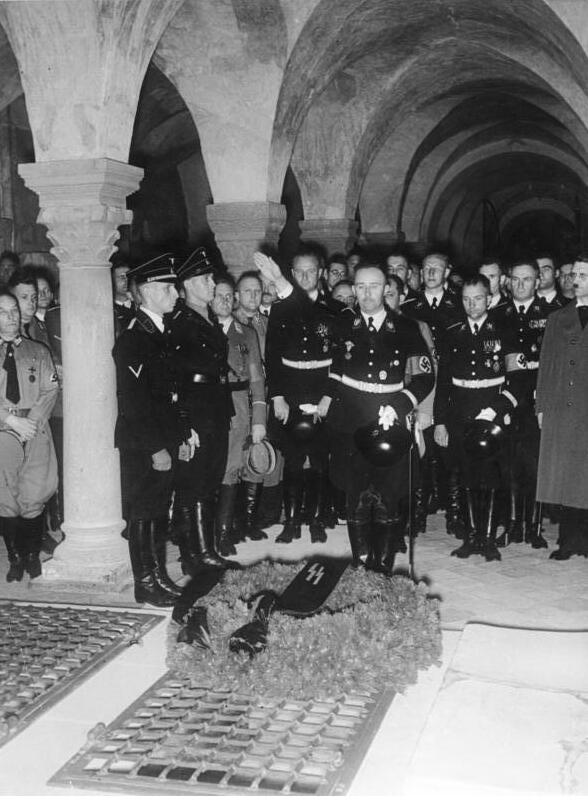
Heinrich Himmler y otros oficiales de la SS en la cripta, 2 de julio de 1938

Enrique I el Pajarero, rey de Alemania, y su esposa Matilde están enterrados en la cripta de la iglesia. Bajo los nazis, Heinrich Himmler, el Reichsführer SS, estuvo varias veces en Quedlinburg para celebrar una ceremonia en la cripta en el aniversario de la muerte del rey, el 2 de julio. Esto comenzó en 1936, 1000 años después de la muerte de Enrique. Himmler lo consideraba el "primer rey alemán" y declaró su tumba un lugar de peregrinación para los alemanes. En 1937, los restos del rey fueron reintroducidos en un nuevo sarcófago. Otras personas enterradas:
- Adelaida I, abadesa de Quedlinburg
- Beatriz I, abadesa de Quedlinburg
- Adelaida II, abadesa de Quedlinburg